# 中华人民共和国水产部

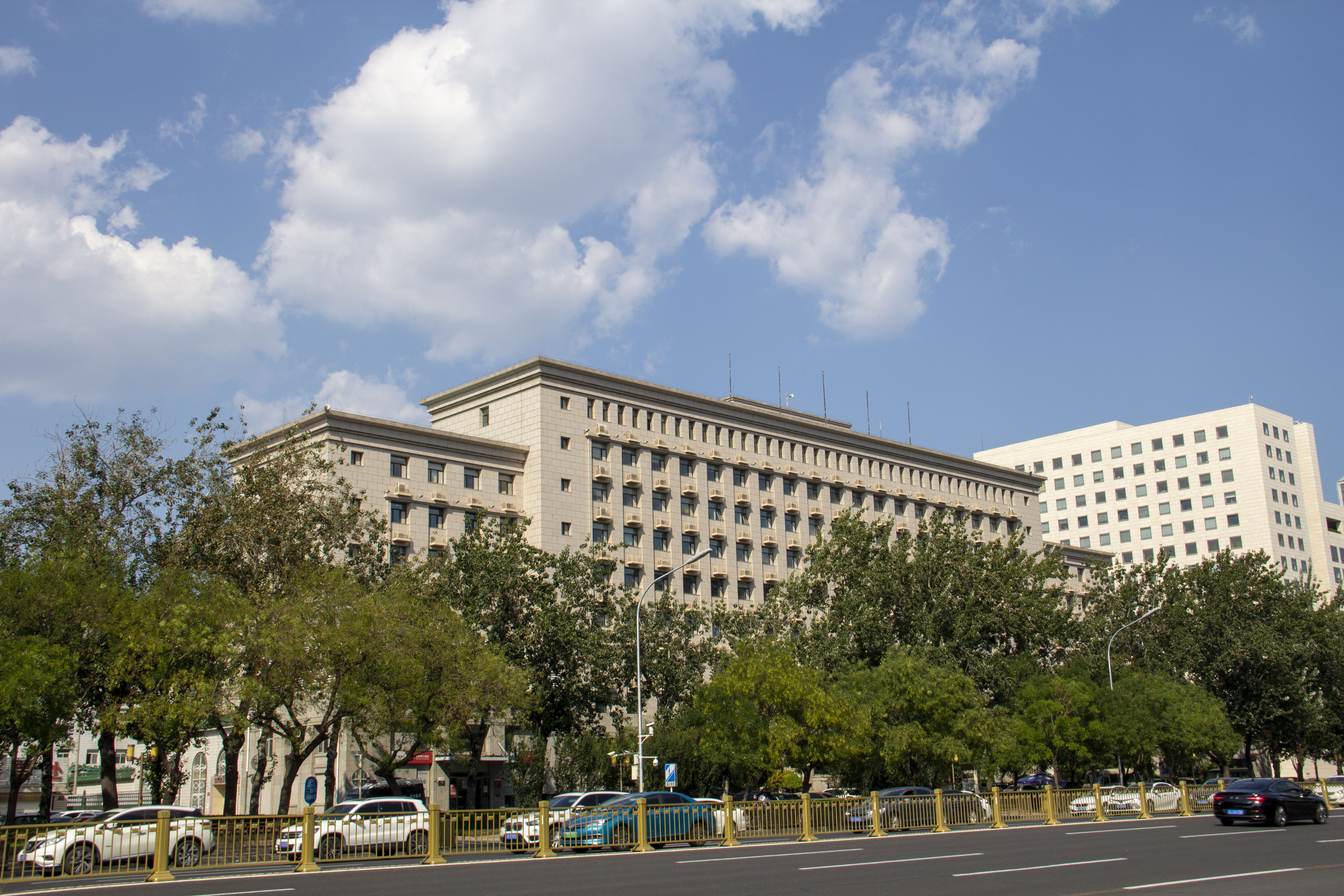
由张镈主持设计的水产部大楼，后曾由商业部、内贸部使用，现为中华全国供销合作总社办公楼

中華人民共和國水產部是於1956年5月12日，第一届全国人大常委会第四十次会议決定設立的。文革時，水产工作处于停滞状态。
1970年5月，农业系统各部委合并，成立农林部，水产部被撤销。

## 历任部长
1. 许德珩

## 机构设置
办公厅、计划财务司、基本建设司、资源保护司、群众渔业司、养殖司、技术司、海洋企业局、供销局、对外联络司、教育司、人事司、人民监察室